# Коса (приток Камы)

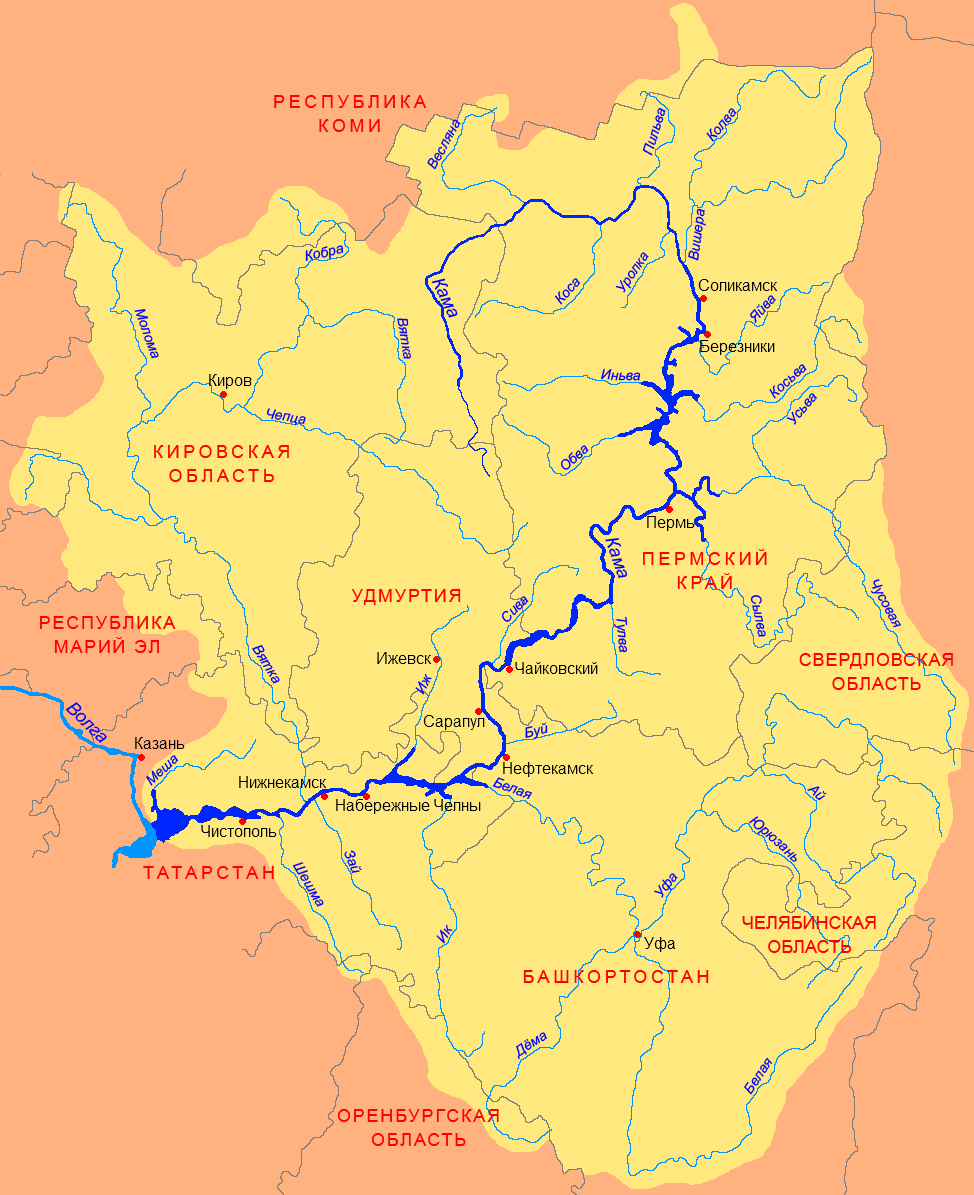
Бассейн Камы

Коса́ (коми-перм. Кӧсва) — река в Пермском крае России, правый приток Камы. Длина — 267 км. Площадь водосборного бассейна — 10 300 км². Устье находится в 1109 км по правому берегу, около деревни Усть-Коса.

## География
Исток реки на Верхнекамской возвышенности близ границы с Кировской областью. Исток находится на водоразделе, рядом начинается река Чёрная. Коса многократно меняет направление течения, генеральное направление — северо-восток. Река протекает по территории трёх районов — Юрлинского, Кочёвского и Косинского. На Косе стоит ряд сёл и деревень — крупнейшие из них: Комсомольский (Юрлинский район); Усть-Янчер, Красная Курья, Усть-Онолва, Буждым, Мараты (Кочёвский район); Пуксиб, Горки, Кордон, Солым (Косинский район).
Впадает в Каму у деревни Усть-Коса. Рядом с устьем находится пристань на Каме. Ширина реки у устья около 60 метров.

## Гидрография
Берега реки в основном низменные, долина местами сильно заболочена. В весенний и осенний паводки река сильно разливается. Средняя высота водосбора — 180 м. Средний уклон — 0,2 м/км. Скорость течения 0,7—1,5 км/ч. В низовьях Коса петляет по сильно заболоченной низине с большим количеством стариц.

## Притоки
Крупнейшие притоки — Янчер, Юм, Лопва, Сеполь, Сюрол, Онолва, Лопан, Лолым, Лолог, Булач, Сым.
Список притоков (указано расстояние от устья):
- 0,9 км: река Сым (лв)
- 23 км: река Одань (лв)
- 25 км: река Булач (пр)
- 28 км: река Лёль (лв)
- 36 км: река Лолог (лв)
- 40 км: река Лочь (пр)
- 66 км: река Вум (пр)
- 66 км: река Сэм (лв)
- 86 км: ручей Сия (пр)
- 89 км: река Лолым (пр)
- 96 км: река Косья (лв)
- 114 км: река Лопан (пр)
- 119 км: река Онолва (лв)
- 128 км: река Ольховка (пр)
- 143 км: река Сюрол (пр)
- 149 км: река Сеполь (лв)
- 158 км: река Лопва (пр)
- 182 км: река Чужья (пр)
- 190 км: река Юм (Южный Юм, пр)
- 193 км: река Лемья (Сантомай, лв)
- 202 км: река Янчер (Нилинский Янчер, лв)
- 218 км: река Сучковская (лв)
- 220 км: река Липовская (лв)
- 222 км: река Полва (пр)
- 231 км: река Хободская (пр)
- 233 км: река Кодзь (лв)
- 238 км: река Усбурка (пр)
- 241 км: река Каменка (лв)

На территории бассейна реки находится болото Ыджиднюр.

## Данные водного реестра
По данным государственного водного реестра России относится к Камскому бассейновому округу, водохозяйственный участок реки — Кама от истока до водомерного поста у села Бондюг, речной подбассейн реки — бассейны притоков Камы до впадения Белой. Речной бассейн реки — Кама.
Код объекта в государственном водном реестре — 10010100112111100002294.